# Nei Lingding
Nei Lingding, ou Ilha Nei Lingding, também conhecida por Lintin ou Ilha Lin Tin, é uma ilha no estuário do Rio das Pérolas, no sudeste da província chinesa de Guangdong. Embora esteja localizado mais perto da costa oriental (Hong Kong e Shenzhen) do estuário, era até 2009 administrativamente parte da cidade de Zhuhai, cujo centro administrativo principal fica situado na costa ocidental do rio. Em 2009, a jurisdição de Nei Lingding foi entregue a Shenzhen.

## História
Em maio de 1513, o explorador português Jorge Álvares chegou a uma ilha perto da costa da China a que ele chamou de "Tamão". Este foi o primeiro contacto dos europeus com a China através da rota marítima em torno do Cabo da Boa Esperança. Tamão foi fortificada por Simão de Andrade e assaltada pelos chineses durante a expulsão dos portugueses na década de 1520. A Ilha de Nei Lingding, a principal ilha situada na foz do Rio das Pérolas, a 6 km do continente, é identificada por J.M. Braga como Tamão nas fontes portuguesas, sendo largamente seguida pelos eruditos ocidentais; no entanto, recentemente os eruditos chineses consideraram essa identificação insuficientemente comprovada e sugerem uma série de outras ilhas potenciais, incluindo a Ilha de Lantau, próxima mas muito maior.
A partir de 1814 Nei Lingding (então romanizada como "Lintin") foi chamada o "ancoradouro exterior" para navios europeus que viajam a Guangzhou. Eles teriam que parar na ilha, ter sua carga inspeccionada e medida pelos funcionários aduaneiros chineses estacionados na ilha, e pagar direitos aduaneiros. Em 1821, quando o governo chinês proibiu a importação de ópio para os portos do país, Lintin tornou-se uma base para traficantes de drogas; ancorados perto da ilha, serviam como armazéns e depósitos onde o ópio importado seria recarregado em barcos menores para serem contrabandeados para Guangzhou e outros portos. Edmund Roberts visitou a ilha em 1832, e observou que havia "sete a oito navios" de contrabando de ópio, incluindo barcos americanos. A partir da década de 1830 até a cessão de Hong Kong na década de 1840, Lintin foi a base principal para os comerciantes britânicos na área do delta do Rio das Pérolas. A ilha foi um ponto de parada durante a estação das monções para a reparação de navios; nestas alturas, os navios permaneceriam na ilha mais de seis meses.